# Laurent Guimier
Pour les articles homonymes, voir Guimier.
Laurent Guimier, né le 31 mars 1971 à Lisieux, est un journaliste français. Il a fait une très grande partie de sa carrière à Europe 1, en étant successivement, entre 1994 et 2014, reporter, interviewer, correspondant, rédacteur en chef, directeur de la rédaction, animateur et chroniqueur.
Après quatre ans passés à Radio France, en tant que directeur de France Info entre 2014 et 2017, il revient dans le groupe Lagardère Active pour être, de 2018 à 2019, le vice-président-directeur général d'Europe 1, de RFM et de Virgin Radio. De septembre 2020 à septembre 2022, il est directeur de l'information de France Télévision.
En mars 2023, il prend la direction de la filiale CMA CGM Médias créée par Rodolphe Saadé. Le journaliste, qui a quitté la direction de l'information de France Télévisions en octobre 2022, rebondit chez CMA CGM en tant que directeur du pôle médias de l'armateur, CMA CGM Médias. En mai 2023, il devient en parallèle président du conseil d'administration du journal La Provence.

## Biographie
Laurent Guimier est né le 31 mars 1971 à Lisieux.
Son père est directeur de l'office du tourisme de Lisieux. Laurent Guimier est diplômé de Sciences Po Paris en 1992 et du CFJ en 1994.
Il fait ses débuts à la radio en 1987 à Cocktail FM (aujourd'hui Radio Cristal), station locale de Lisieux (Calvados).
Il entre à Europe 1 en 1994 comme reporter aux informations générales, puis au service politique et au service société,. De 1998 à 2003, il mène une entrevue quotidienne à la matinale de la radio. Il devient correspondant entre 2003 et 2005 d'Europe 1 en région Aquitaine, puis rédacteur en chef de la tranche d'information matinale de la radio pendant une année en 2005,.
Il quitte Europe 1 en septembre 2006, pour diriger la rédaction du site numérique du quotidien Le Figaro, sous la responsabilité de Nicolas Beytout, directeur des rédactions du groupe Le Figaro. Alors que LeFigaro.fr était initialement d'une audience modeste, il devient le premier site d'information généraliste, passant pour la première fois devant LeMonde.fr en juin 2008, selon les résultats du panel Médiamétrie/Netratings. Sous l'impulsion d'Étienne Mougeotte, nouveau directeur des rédactions du groupe Le Figaro, il développe et présente le Talk Orange Le Figaro, la première émission politique quotidienne sur le Web, en alternance à la présentation avec Anne Fulda.
Laurent Guimier revient à Europe 1 en juillet 2008, en tant que directeur de la rédaction, nommé par Alexandre Bompard président de la station, en remplacement de Benoît Duquesne. Il réorganise la rédaction et les trois tranches d'information, portées par de nouvelles personnalités comme Patrick Cohen, Marie Drucker et Marc-Olivier Fogiel. Il quitte la rédaction en mai 2010 au terme de sept vagues d'audience positives consécutives sur les tranches d'information, mais reste néanmoins au sein du groupe Lagardère.
Il rejoint la rédaction numérique en qualité de directeur-général adjoint éditorial pour diriger les sites Web d'information de Lagardère Active (europe1.fr, lejdd.fr et parismatch.com), et assure également la coordination de l'information numérique de Lagardère Active.
En janvier 2012, il est nommé directeur de l'information numérique du pôle actualités de Lagardère Active qui rassemble Europe 1, Le Journal du dimanche et Paris Match. À ce titre, il assure notamment la direction éditoriale des sites europe1.fr, lejdd.fr, parismatch.com et lelab.europe1.fr. À l'antenne d'Europe 1, il anime Des clics et des claques du lundi au jeudi de 20 heures à 21 heures à partir de la fin août 2011, consacré à l'actualité d'Internet et des réseaux sociaux numériques, et présente depuis janvier 2012, la chronique Tout est Dit, du lundi au vendredi à 8 h 34, zapping des petites phrases politiques. En juin 2012, il quitte l'émission Des clics et des claques sur Europe 1.
Toujours chargé de l'information numérique, il intervient depuis septembre 2012 dans le cadre de la tranche matinale animée par Bruce Toussaint sur Europe 1 où il propose une chronique de vérification des faits au sujet d'une déclaration d'importance relevée dans les médias intitulé le Vrai-faux de l'info.
Il intervient également dans le cadre d'émission spéciale de la station, à l'occasion des « Grands forums ». À cette occasion, l'émission diffusée en direct sur la radio connait une prolongation sur l'internet.
À partir du 26 août 2013, il devient chroniqueur dans l'émission de radio présentée par Cyril Hanouna Les Pieds dans le plat, diffusée sur Europe 1, et chroniqueur d'octobre à décembre 2013 dans l'éphémère émission de début Jusqu'ici tout va bien diffusée en avant-soirée sur France 2 et présentée par Sophia Aram.
Le 7 mai 2014, il quitte l'émission Les Pieds dans le plat, animée par Cyril Hanouna. Le 9 mai, il annonce son départ d'Europe 1 à la fin de sa dernière chronique dans la matinale de Thomas Sotto. Il est remplacé par Anne Le Gall pour le reste de la saison.
Le 12 mai 2014, il est nommé directeur de la station publique France Info par Mathieu Gallet, président de Radio France. « Ma mission, c'est qu'elle redevienne la chaîne info de référence. Et un média global, aussi bien sur les ondes, sur internet que sur les supports mobiles ». Avec 7,9 % de part d'audience en septembre-octobre 2016, la radio réalise sa meilleure rentrée depuis 2014. Afin de redresser la station, qui était en difficulté, il fait supprimer plus de la moitié des 90 chroniques hebdomadaire et une plus grande place laissée à l'information immédiate, avec un rappel des titres plus fréquent.
Le 17 mai 2017, Mathieu Gallet annonce qu'il devient le numéro 2 de Radio France en remplacement de Frédéric Schlesinger (en partance pour Europe 1). Laurent Guimier devient donc « directeur délégué aux antennes et aux contenus ». Le 11 mai 2018, Radio France annonce son départ.
Le 16 mai 2018, la presse annonce qu'il devient le nouveau vice-président d'Europe 1, RFM, Virgin Radio et qu'il entrera en fonction le 22 mai 2018.
Le 15 novembre 2018, interrogé par la presse à la suite de la publication des chiffres de Médiamétrie confirmant la chute des audiences d'Europe 1, il prévient que « ce sera très long. Il n'y a pas encore de rebond visible ». Laurent Guimier dément toutefois toute idée de plan social ou de projet de vente d'Europe 1 de la part du groupe Lagardère Active.
Début juillet 2019, il annonce son départ d'Europe 1 après seulement treize mois à la tête de la radio et un bilan très négatif. Son passage chez Europe 1 aura en effet été marqué par une chute des audiences. Lors des dernières semaines, il était déjà remplacé par intérim après avoir subi une chute au Stade de France le soir de la finale de la Coupe de France entre le PSG et Rennes. Constance Benqué, qui assurait son intérim lui succède à la tête d'Europe 1.
Guimier réintègre le groupe France Télévisions en 2020, d'abord comme directeur de la chaîne France Info puis comme directeur de l'information de France Télévisions. En novembre 2021, il est annoncé comme le successeur de Thomas Sotto pour interviewer les candidats à l'élection présidentielle 2022 aux côtés de Léa Salamé pour le compte du service public, reprenant une tradition des directeurs d'information en plateau de la principale émission politique de la chaine, comme Arlette Chabot ou Olivier Mazerolle avant lui.
Le 3 octobre 2022, Laurent Guimier est remplacé par Alexandre Kara à la direction de l'information de France Télévisions après, notamment, une motion de défiance votée par les journalistes en juin 2022.
Le 6 mars 2023, il prend la direction du département médias de CMA CGM, l'armateur dirigé par Rodolphe Saadé qui prend des participations de plus en plus actives dans des activités médiatiques,.
Le 10 mai 2023, le conseil d'administration de La Provence approuve la nomination à sa tête de Laurent Guimier. Le groupe appartient à CMA CGM.

## Parcours
- 1987 : collaborateur de Cocktail FM (radio locale à Lisieux);
- 1994-1998 : reporter à Europe 1;
- 1998-2003 : interviewer dans la matinale d'Europe 1;
- 2003-2005 : correspondant d'Europe 1 en région Aquitaine;
- 2005 : rédacteur en chef de la matinale d'Europe 1;
- 2008-2010 : directeur de la rédaction d'Europe 1;
- 2011-2012 : animateur de l'émission quotidienne Des clics et des claques sur Europe 1;
- 2012-2014 : chroniqueur politique quotidien dans la matinale d'Europe 1;
- 2012-2014 : chroniqueur média quotidien dans la matinale d'Europe 1;
- 2012-2014 : intervenant lors des spéciales « Grands forums » sur Europe 1;
- 2013-2014 : chroniqueur dans l'émission Les Pieds dans le plat sur Europe 1;
- 2014-2017 : directeur de France Info;
- 2017-2018 : directeur délégué aux antennes et aux contenus de Radio France;
- 2018-2019 : vice-président d'Europe 1, de RFM et de Virgin Radio;
- juin 2020-septembre 2020 : directeur de franceinfo;
- septembre 2020-septembre 2022 : directeur de l'information de France Télévisions;
- Depuis mars 2023: directeur de CMA CGM Médias;

## Ouvrages
- Laurent Guimier et Nicolas Charbonneau, Docteur Jack et Mister Lang, Le Cherche midi éditeur, 2004
- Laurent Guimier et Nicolas Charbonneau, Génération 69 - Les trentenaires ne vous disent pas merci, éditions Michalon, 2005
- Laurent Guimier et Nicolas Charbonneau, Le Roi est mort ? Vive le Roi, éditions Michalon, 2006
- Laurent Guimier et Nicolas Charbonneau, La Ve République pour les nuls, First éditions, 2008
- Laurent Guimier et Nicolas Charbonneau, Le roman des Maisons Closes, éditions du Rocher, 2010
- Laurent Guimier, Archives photographiques de la Ve République, éditions Gründ, 2012, 239 p. (ISBN 978-2-3240-0230-4)
  - Les archives de Gamma-Rapho recèlent de véritables trésors. Elles témoignent en images de l'histoire du XXe siècle.
- Laurent Guimier, Jacques Chirac, une vie pour la France, éditions Gründ, 2019, 216 p. (ISBN 978-2-3240-0919-8)[32]